# Elzunia humboldtii
Elzunia humboldtii is een vlinder uit de familie Nymphalidae. De wetenschappelijke naam van de soort is voor het eerst geldig gepubliceerd in 1809 door Pierre André Latreille.